# Luftpumpe

In einer traditionellen Fahrradluftpumpe für Fahrradventile bewegt die Stange einen konkav gewölbten Leder- oder Gummiring, der zugleich als Kolben und als Ventil dient. Der aufgebaute Druck presst den Rand dieses flexiblen Kolbens an die Wandung und er dichtet ringsum ab. Durch den Unterdruck beim Zurückziehen hebt sich der Kolben von der Wandung ab und lässt neue Luft vorbeiströmen. (Eine Pumpe für Autoventile benötigt ein zusätzliches Ventil am Ausgang des Zylinders, da das Autoventil beim Aufsetzen der Pumpe mechanisch offen gehalten wird und das Rückströmen der Luft nicht verhindert.)

Eine Luftpumpe ist ein Gerät zum Abpumpen von Luft aus einem geschlossenen Behälter, wobei sich der Innendruck senkt, oder zum Befüllen eines geschlossenen Behälters mit Luft, wobei sich der Innendruck erhöht.
Die Hand-Luftpumpe, z. B. zum Befüllen von Fahrradschläuchen, ist eine Kolbenpumpe. Sie besteht aus einem Zylinder und einem darin beweglichen Kolben, der über eine Stange mit Handgriff bewegt wird. Der Kolben dichtet nur beim Verdichten und Einschieben in den Behälter gegen die Zylinderwand ab, beim Rückhub jedoch nicht, so dass von außen eine neue Füllung in den Zylinder gelangen kann, während die Rückströmung aus dem Behälter in den Pumpenzylinder durch ein Ventil verhindert wird, das sich entweder am Behälter (Fahrradschlauch) oder am unteren Ende des Pumpenzylinders (Luftpumpe für Bälle) befindet.
Eine maschinell betriebene Luftpumpe bezeichnet man als Vakuumpumpe, Verdichter oder Kompressor.

## Geschichte
Ursprünglich und noch bis ins 19. Jahrhundert bezeichnete das Wort Luftpumpe primär eine Pumpe, mit der man Luft aus einem geschlossenen Behälter abpumpen und so ein annäherndes Vakuum erzeugen konnte. Die Kolbenvakuumluftpumpe wurde im Jahre 1649 durch Otto von Guericke erfunden, der Bürgermeister zu Magdeburg war und für seine Experimente zum Luftdruck mit den Magdeburger Halbkugeln berühmt wurde. Robert Boyle verbesserte 1659 die Luftpumpe zusammen mit Robert Hooke. Durch die Luftpumpe wurden sehr wichtige physikalische Erkenntnisse gewonnen, darunter der Beweis der Existenz des Vakuums, das Gesetz von Boyle-Mariotte über Gase, dass Schall sich im Vakuum nicht ausbreiten kann, und dass im freien Fall alle Körper mit derselben Geschwindigkeit zu Boden fallen, wenn man den Luftwiderstand vernachlässigen kann.
Der Einsatz von Luftpumpen zum Befüllen von elastischen, luftdichten Behältern wie Bällen und Luftreifen mit komprimierter Luft erlangte erst später eine praktische Bedeutung. Der erste Fahrradluftreifen wurde im Jahre 1888 von John Boyd Dunlop entwickelt.

## Fahrradpumpe
Eine Fahrradpumpe dient speziell dem Befüllen von Fahrradbereifung mit Luft. Grundlegend kann in Hand-, Fuß- und Standpumpen unterschieden werden. Mit Handpumpen lassen sich Reifen auf circa 5 bar Druck aufpumpen, qualitativ hochwertige Standpumpen erreichen mehr als 12 bar. Der Reifendruck eines Fahrrads liegt deutlich über dem eines Autoreifens, dessen Druck bei ca. 2 bar liegt.
Da verschiedene Fahrradventile auf dem Markt sind, muss darauf geachtet werden, dass die Luftpumpe kompatibel ist. Einige Produkte verfügen jedoch über mehrere Anschlüsse oder können mit einem Adapter bestückt werden.
Das angebotene Druckniveau von Kompressoren an Tankstellen ist für Alltagsräder mehr als ausreichend, mit Adaptern oder Autoventilen gut nutzbar.
Nicht ausreichend ist der Druck hingegen für die sehr dünnen Hochdruck-Fahrradreifen.

## Galerie

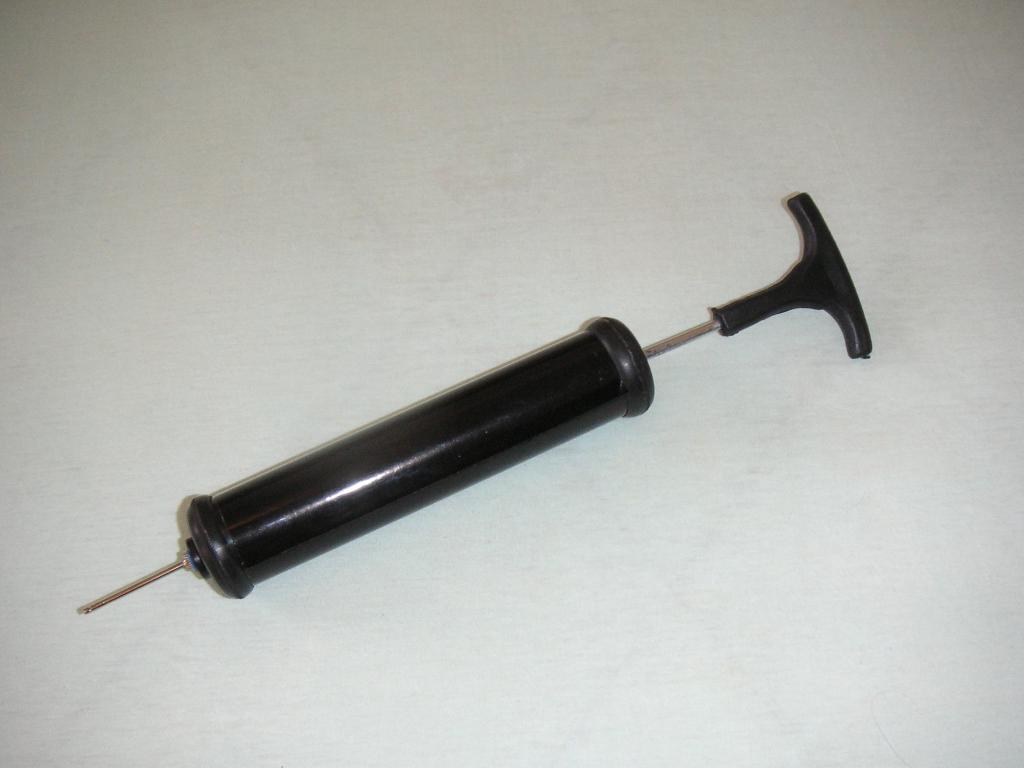
Luftpumpe für Bälle
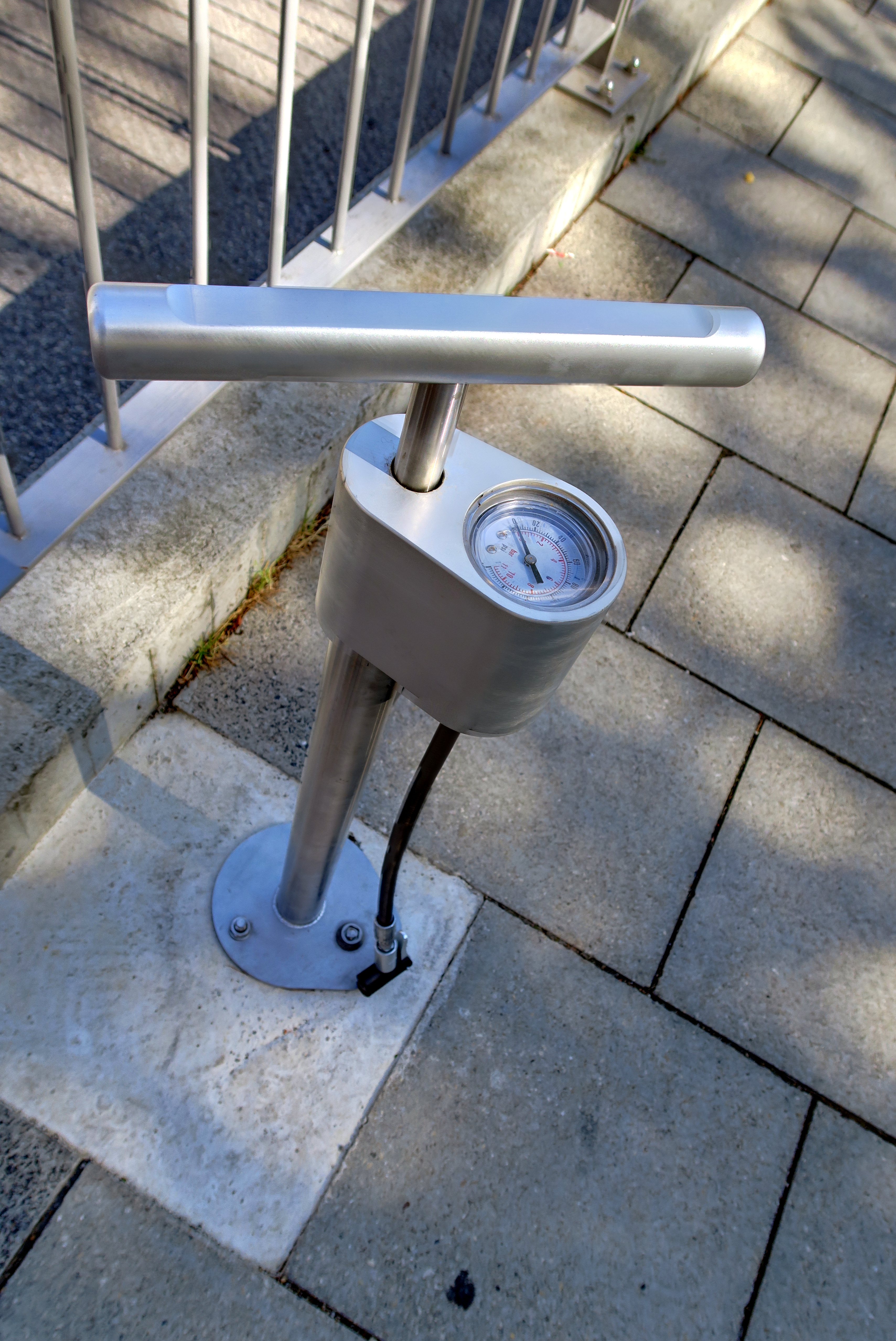
Stationäre Fahrradpumpe mit Manometer in Gröbenzell
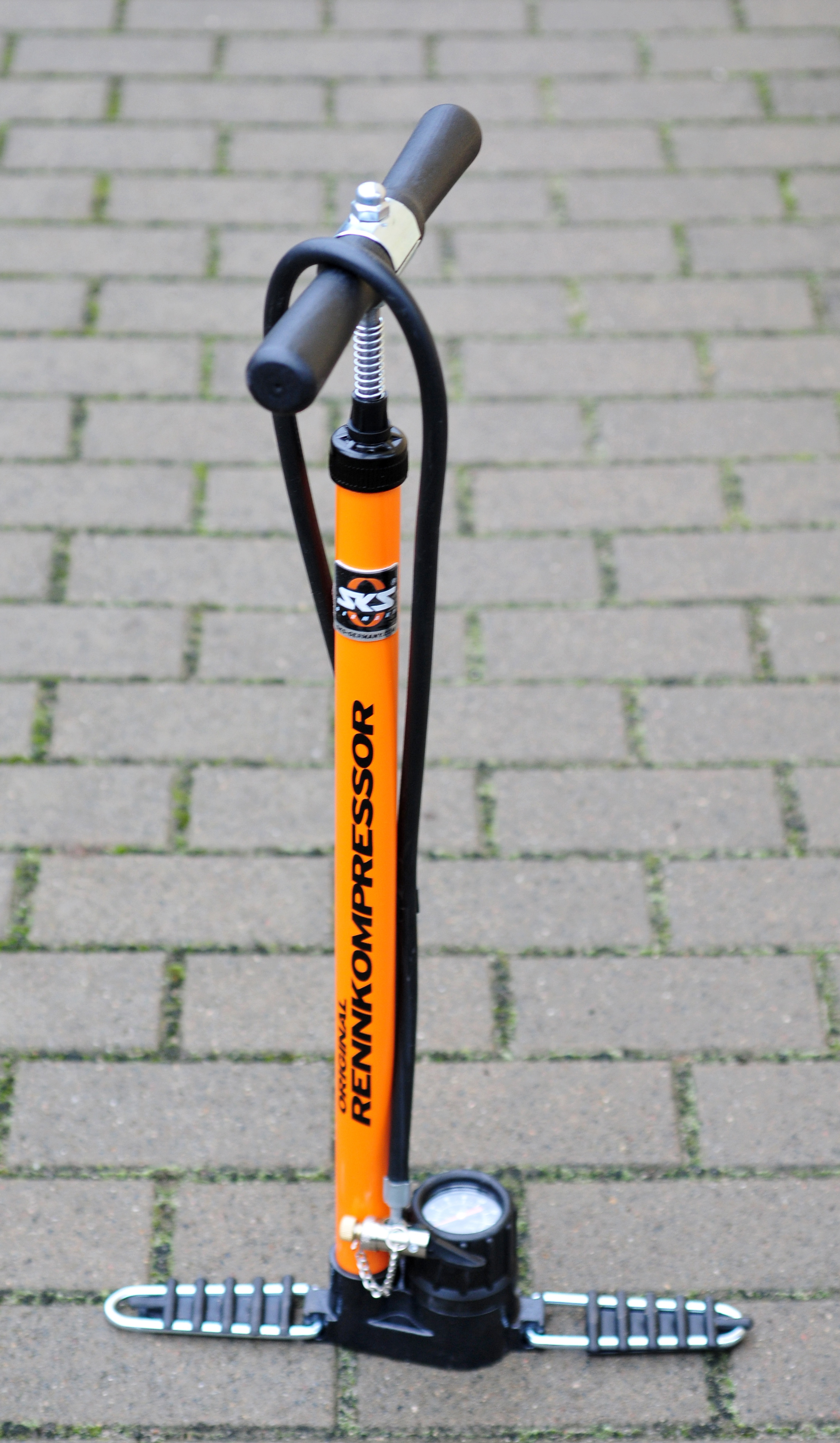
Standpumpe für alle Ventilarten, bis 14 bar
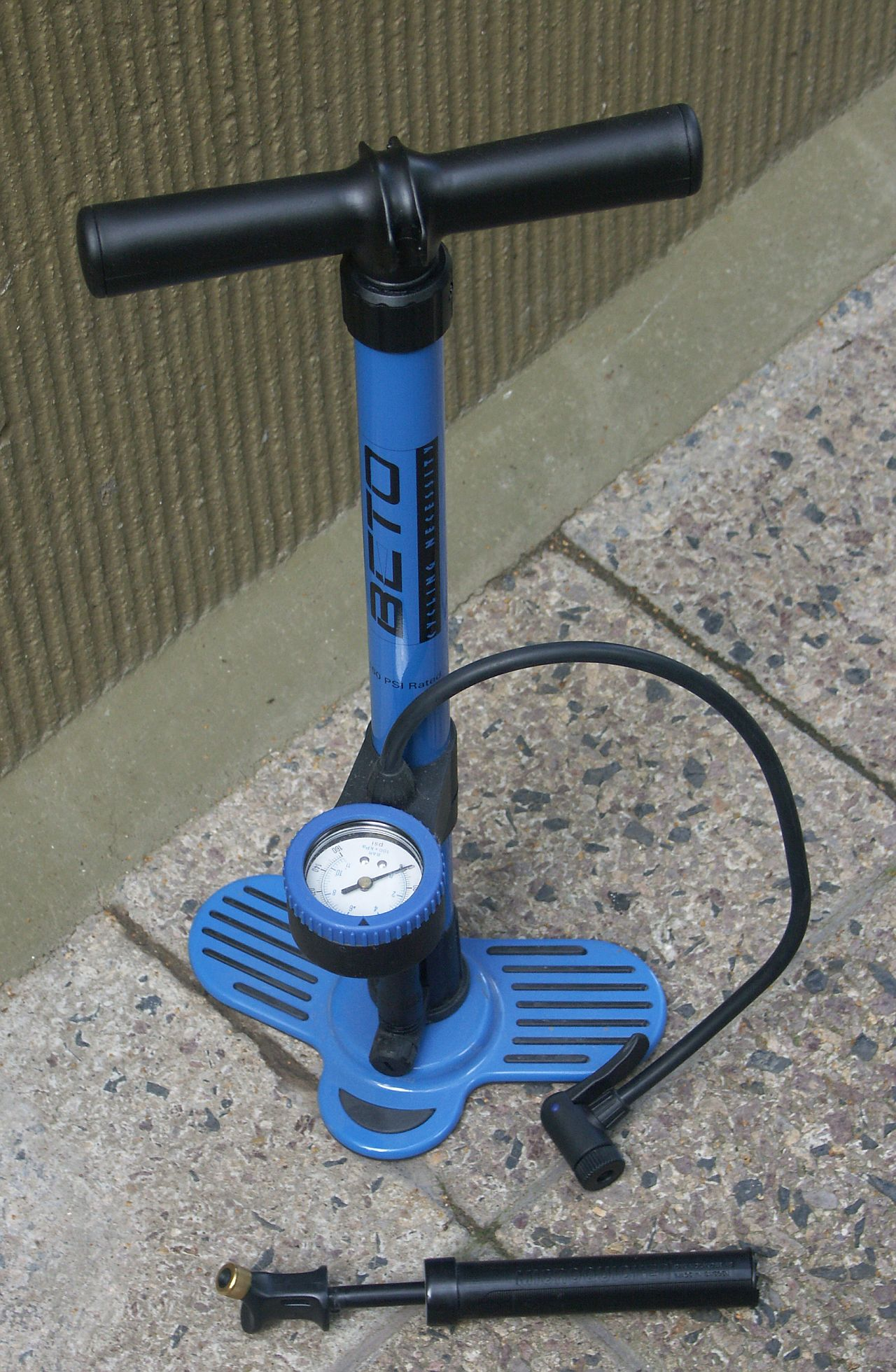
Luftpumpen für Fahrräder oben: Standpumpe unten: kleine Doppelhub-Handpumpe
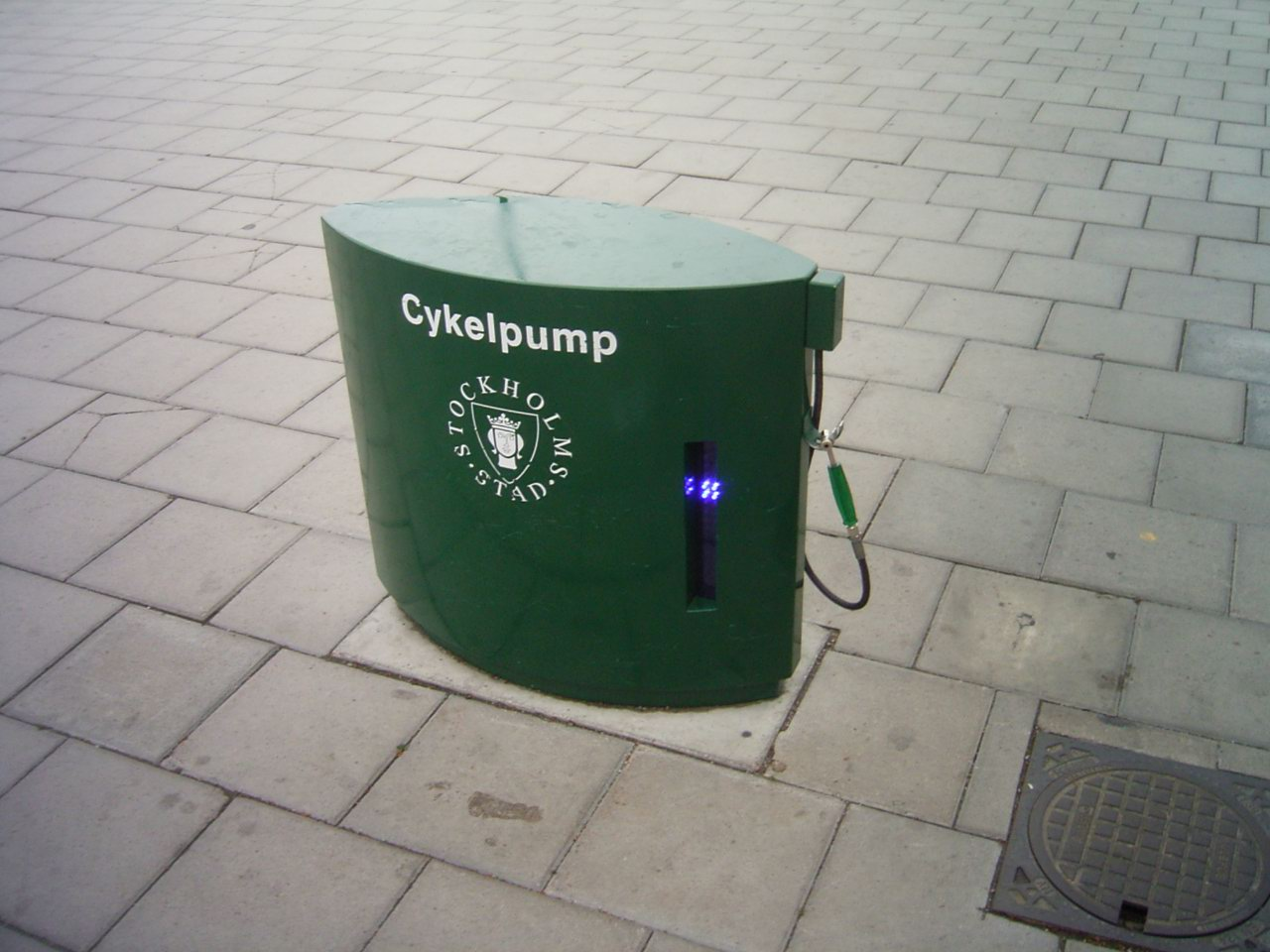
Öffentlicher Kompressor in Stockholm